# Guldflenört
Guldflenört (Scrophularia chrysantha) är en växtart i familjen flenörtsväxter.